# Karl Ljungberg
Karl Johan Ljungberg, född 22 november 1868 i Klara församling i Stockholm, död 11 juli 1943 i Blidö församling, var en svensk ingenjör och professor.

## Biografi
Ljungberg tog examen vid Kungliga Tekniska högskolan 1890. Han var därefter anställd vid högskolan som assistent, docent och lektor men från 1924 som professor, och var från 1908 ledamot av styrelsen för Tekniska skolan. Han hade sitt eget konstruktionsbyrå i Stockholm och konstruerade bland annat den bärande stommen för Filadelfiakyrkan (invigd 1930).
Ljungberg var en framstående hållfasthetsteoretiker och mätningsexpert; han utförde en mängd byggnadstekniska uppdrag med hållfasthetsutredningar och konstruktionsberäkningar för olika slags byggnader: bostadshus, sjukhus, kyrkor, teatrar, fabriker och verkstadsanläggningar. Han hade sitt eget konstruktionskontor i Stockholm Prof. K. Ljungberg. Konstruktionsbyrå och konstruerade bland annat den bärande stommen för Filadelfiakyrkan (invigd 1930). Han blev även känt som brokonstruktör, bland dem Karunbron över floden Karun i dåvarande Persien som var 501 meter lång, 10 meter bred och hade sju spann som vilade på urberget. Vid fullbordandet 1936 var den världens största helsvetsade stålbro.
Ljungberg publicerade även en lång rad vetenskapliga artiklar, som utmärktes av överskådlighet och praktisk användbarhet. Han var en inbiten seglare och var upphovsman till skärgårdskryssarregeln, som baserade sig på konstant segelarea inom de olika klasserna. Ljungberg deltog i 8 meter-klassen i Segling vid olympiska sommarspelen 1908. Han var bror till Knut Ljungberg.
Karl Ljungberg är begravd på Norra begravningsplatsen utanför Stockholm.